# Chris Stringer
Christopher B. Stringer (31 de diciembre de 1947, Londres), comúnmente conocido como Chris Stringer, es un antropólogo británico y uno de los principales defensores del origen africano de los humanos modernos o teoría "fuera de África" (Out of Africa), una hipótesis consistente en defender que hace unos 200.000 años los humanos modernos se originaron en África y reemplazaron a las más arcaicas especies  de ser humano esparcidas por Europa y Asia, como el Homo erectus y el Homo neanderthalensis, después de emigrar fuera de África hace entre 50.000 y 100.000 años. Aunque siempre tuvo en mente la posibilidad del cruce entre especies, no lo consideró muy importante. Sin embargo, estudios genéticos recientes han demostrado la importancia que ha tenido el cruce entre especies en este proceso. De esta forma, ha propuesto una versión más compleja de su teoría a la que ha llamado el origen africano coalescente.
Dirige el departamento de investigación en orígenes humanos del Museo de Historia Natural de Londres. Estudió antropología en University College, Londres. Consiguió su doctorado en ciencias anatómicas y su título de doctor de ciencias en ciencias anatómicas, ambos títulos conseguidos en la Universidad de Bristol. También es miembro de la Royal Society.
Tiene tres hijos y vive en Sussex.
Es autor y coautor de los siguientes libros:
- Éxodo de África. Los orígenes de los humanos modernos (African Exodus. The Origins of Modern Humanity), con Robin McKie, 1997. ISBN 0-8050-2759-9
- La evolución humana (The Complete World of Human Evolution) con Peter Andrews, 2005.[3] ISBN 0-500-05132-1
- Homo britannicus. La increíble historia de la vida humana en Gran Bretaña (Homo britannicus. The Incredible Story of Human Life in Britain), 2007.[4] ISBN 0-14-101813-5